# 洞窟遺跡

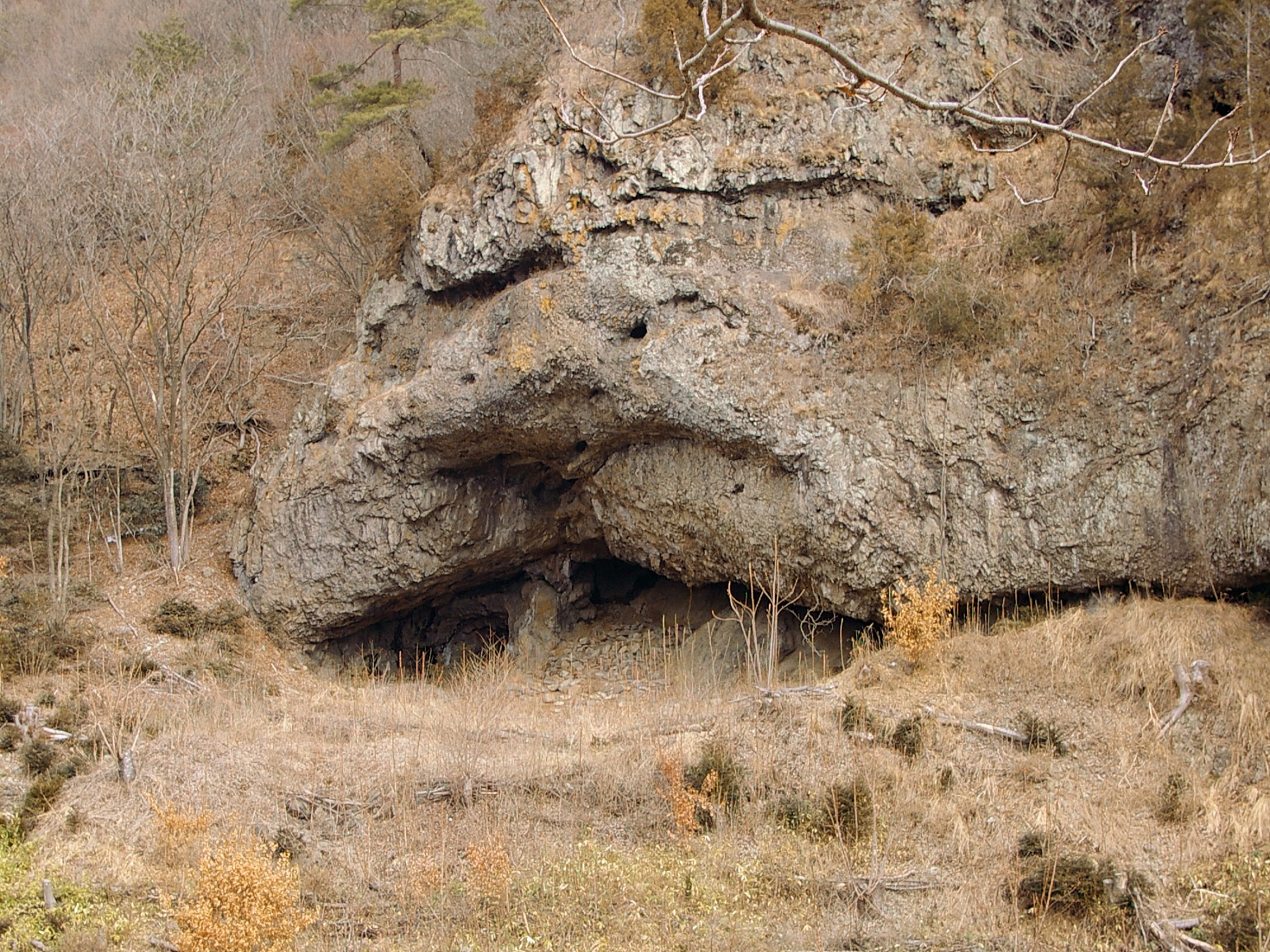
洞窟遺跡の例。長野県上田市の鳥羽山洞窟（国の史跡）。

洞窟遺跡（どうくついせき）または洞穴遺跡（どうけついせき）とは、自然の洞窟を人類が利用した遺跡のことである。
岩陰のものは岩陰遺跡（いわかげいせき）ともいう。

## 概要
洞窟遺跡の利用目的は様々であり一時的な居住地、作業場、倉庫、墓地などに用いられることが多い。
ヨーロッパの旧石器時代の洞窟遺跡は墓として発見されることが多い。
アジアでは北京原人を出した中国の周口店洞窟などが著名であり、日本列島でも長野県上田市の鳥羽山洞窟（国の史跡）や、神奈川県三浦半島沿岸（毘沙門洞窟や間口洞窟など）～千葉県房総半島南部沿岸（大寺山洞穴遺跡など）の海蝕洞窟群など、各地で洞窟遺跡が発見されている。
神奈川県三浦市の毘沙門洞窟や間口洞窟では、それまで実例が乏しかった祭祀系遺物である卜骨・卜甲がまとまって出土し、これら遺物の本格的な研究開始の端緒となっており、貴重な考古学的発見に繋がった洞窟遺跡は数多く存在する。

## ギャラリー

日本の洞窟遺跡
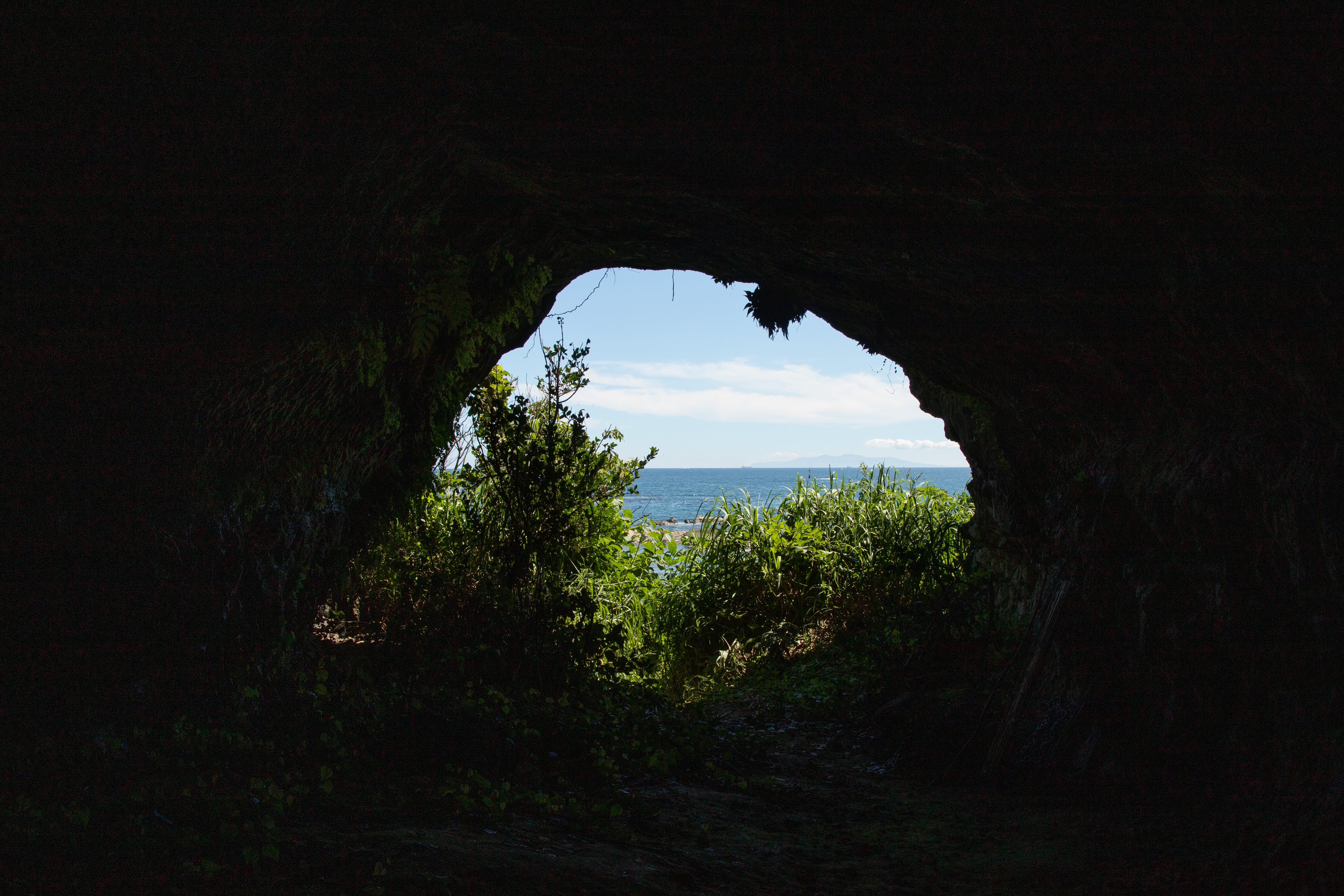
神奈川県三浦市毘沙門B洞窟遺跡からの眺め
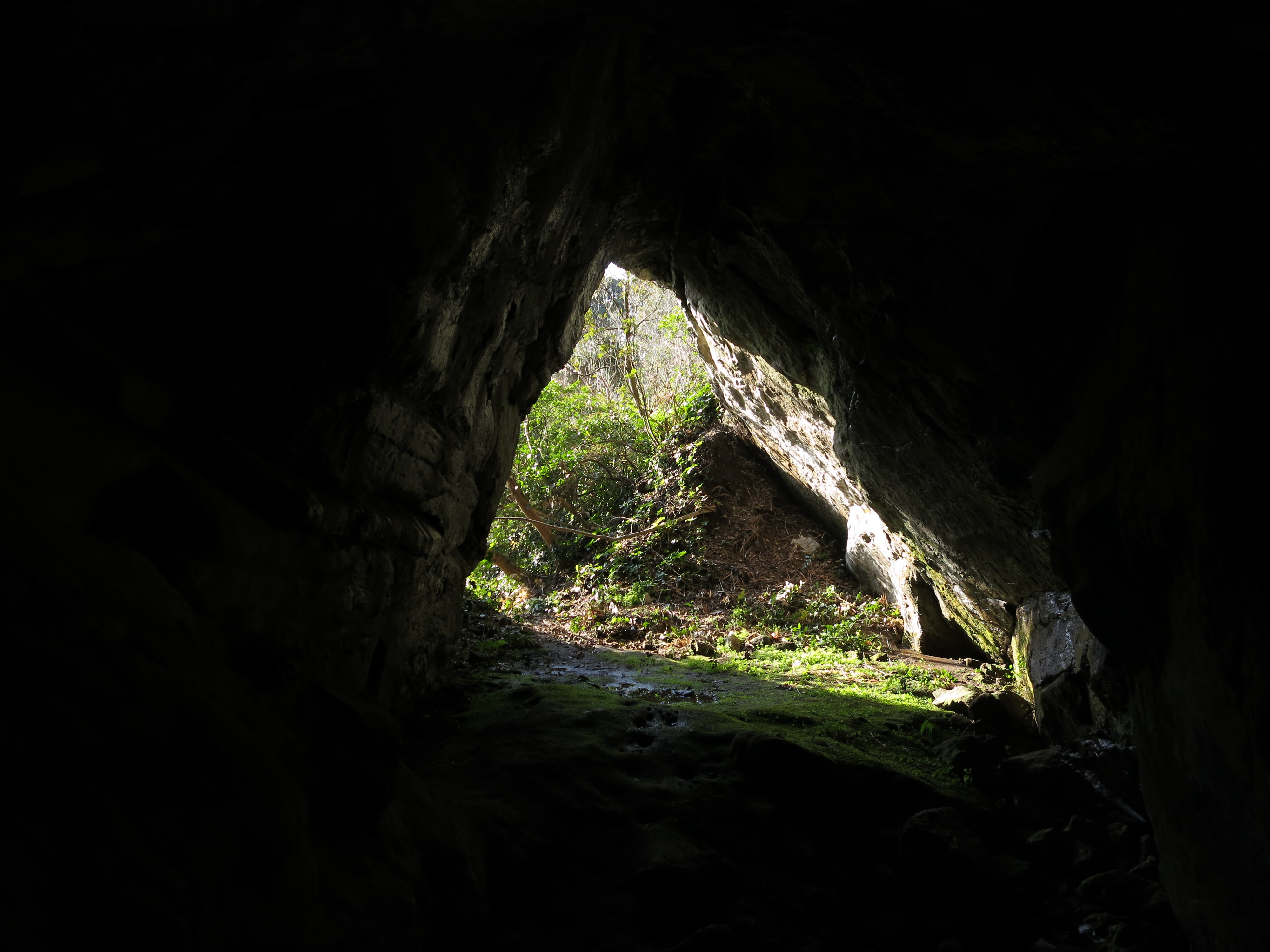
神奈川県三浦市大浦山洞窟遺跡からの眺め
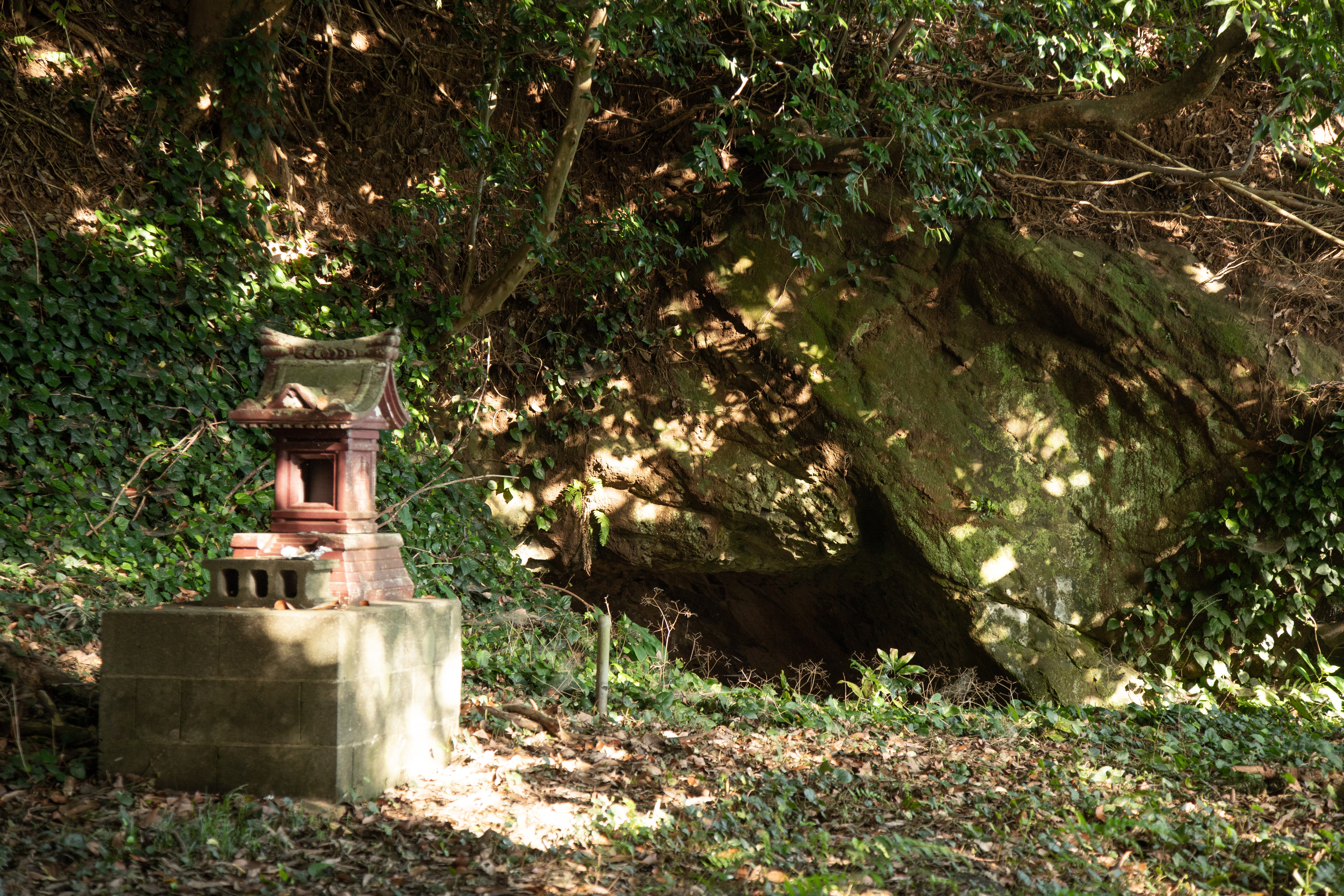
神奈川県三浦市間口洞窟遺跡の近景
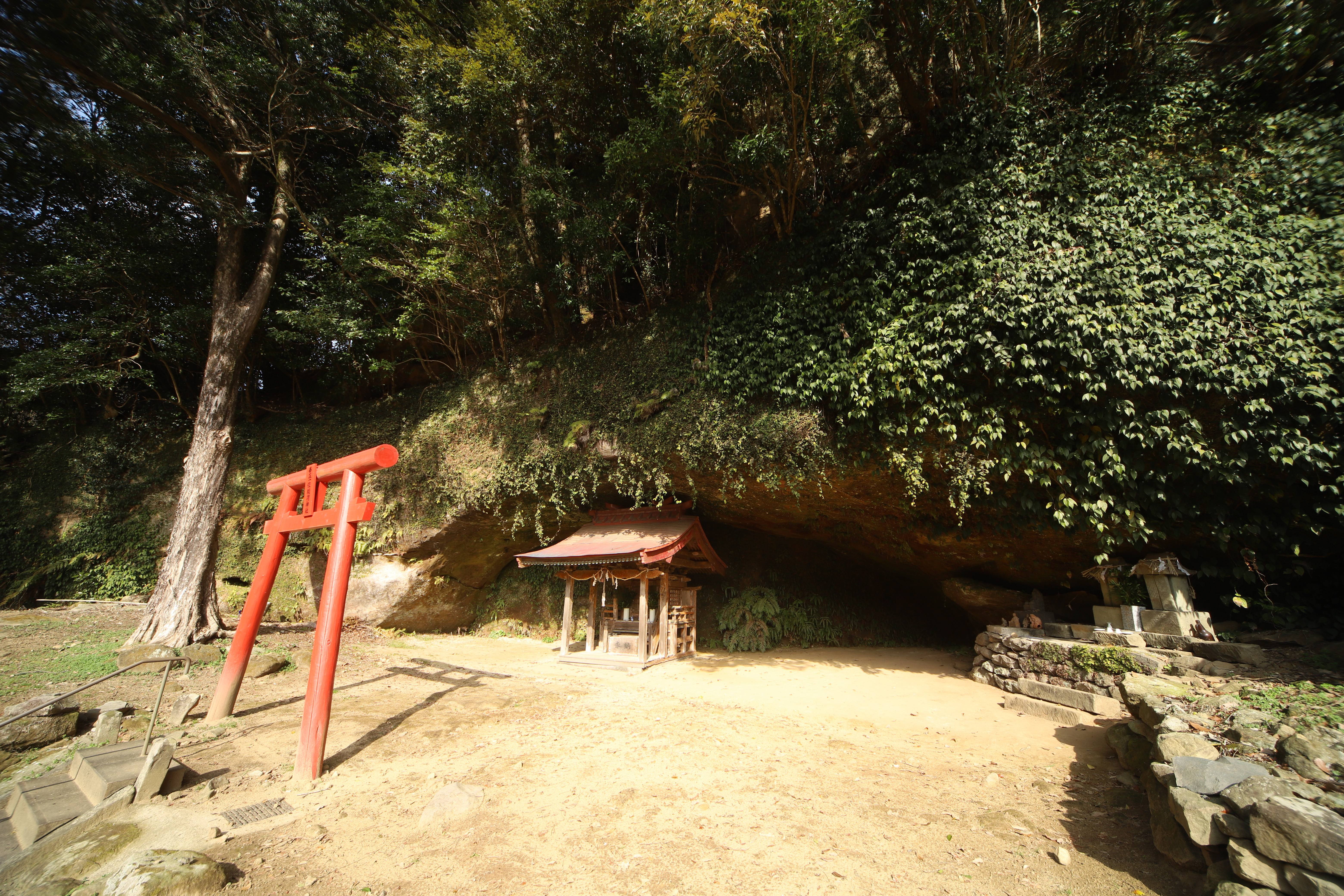
長崎県佐世保市福井洞窟の近景
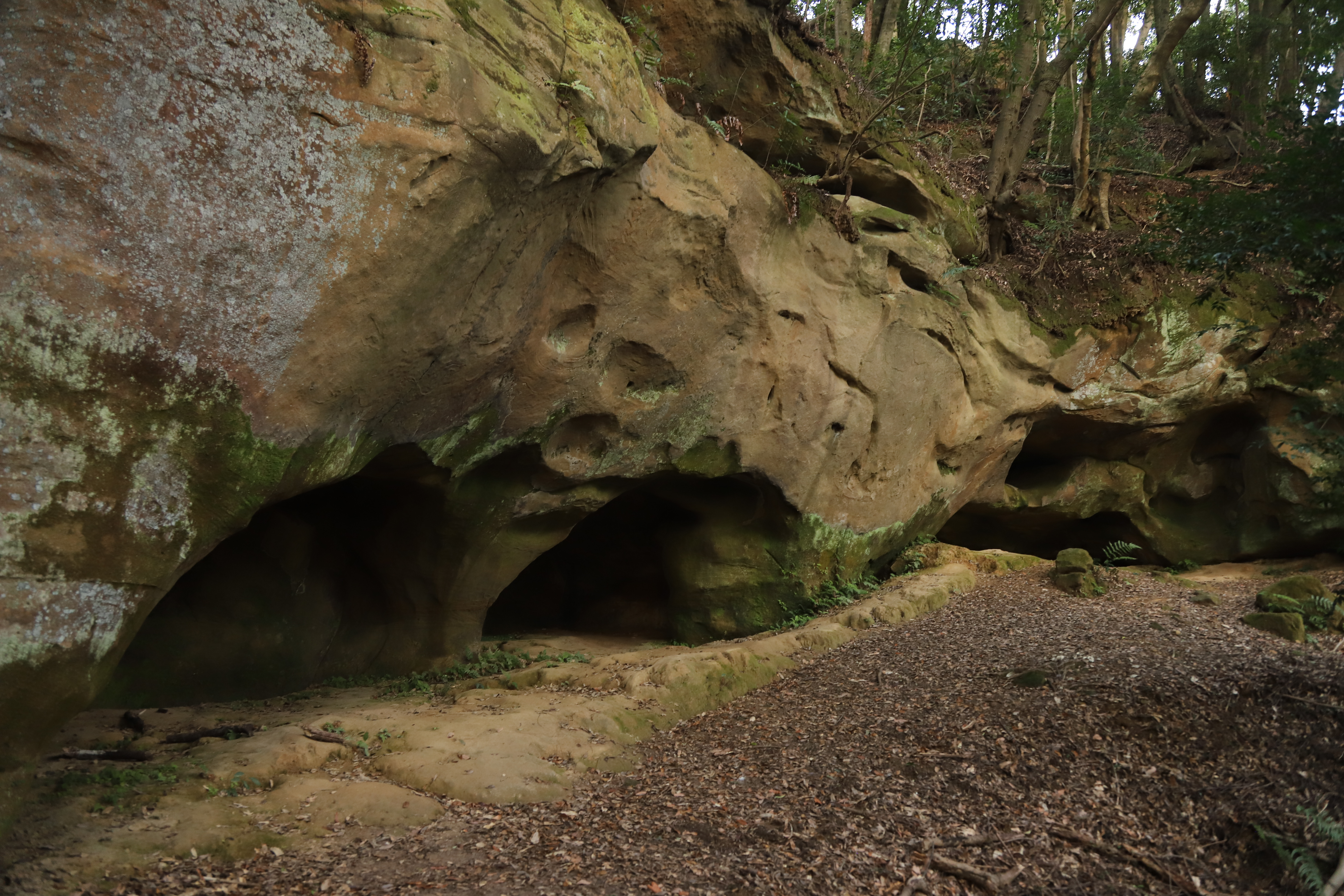
長崎県佐世保市泉福寺洞窟の近景